# Buckminster Fuller

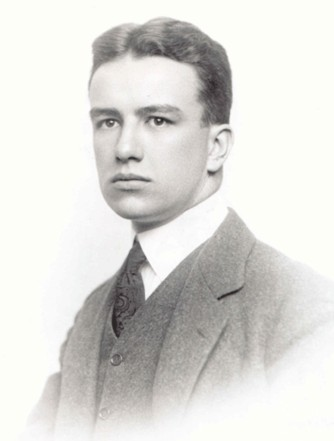
Buckminster Fuller ca 1910.

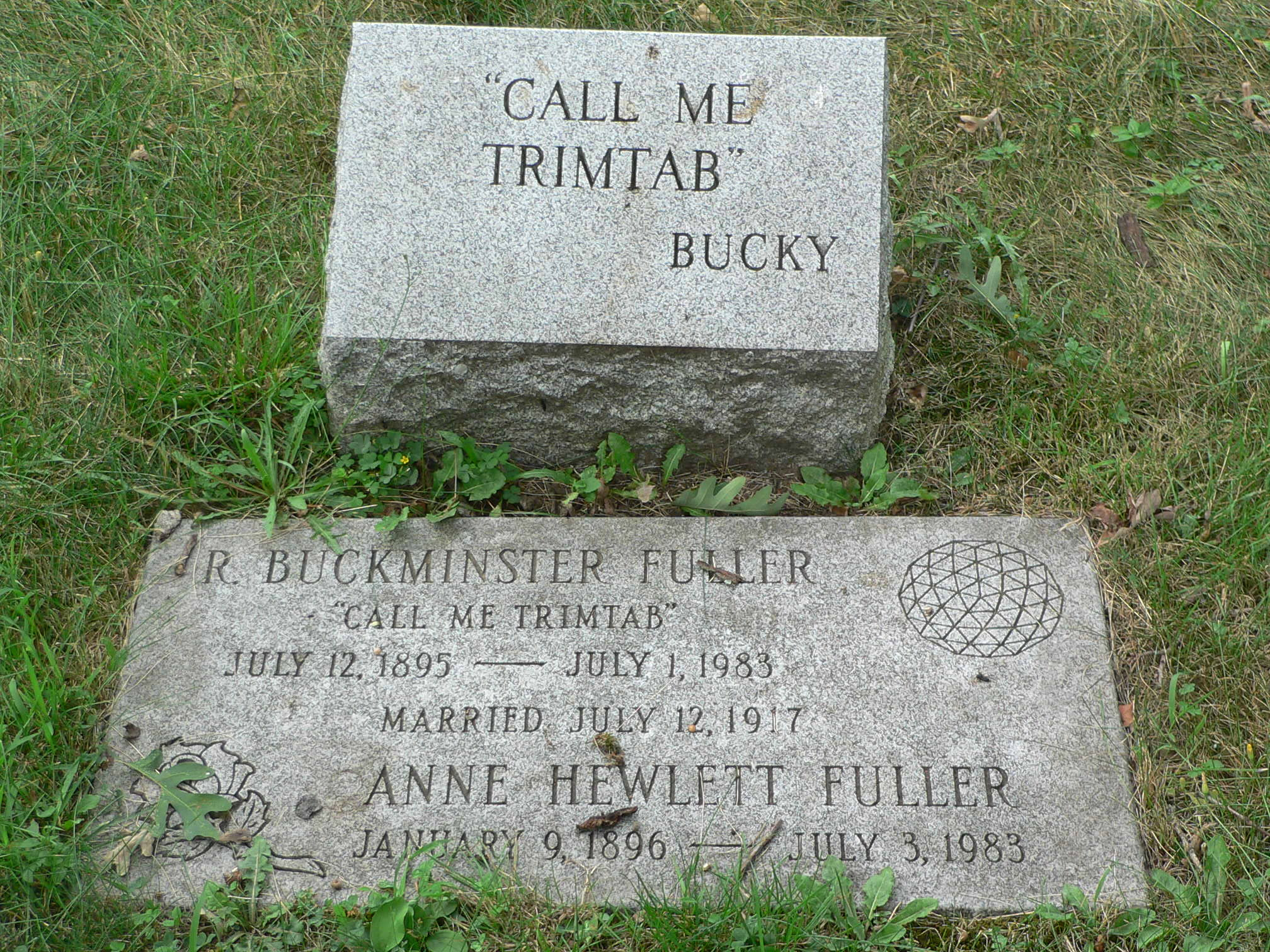
Buckminster Fullers grav.

Richard Buckminster "Bucky" Fuller, född 12 juli 1895 i Milton, Massachusetts, död 1 juli 1983 i Los Angeles, Kalifornien, var en amerikansk formgivare, arkitekt, uppfinnare, arbetskritiker och författare.

## Biografi
Fuller föddes 1895 i Massachusetts. Han påbörjade studier vid Harvard men relegerades från lärosätet. Under första världskriget tjänstgjorde han i amerikanska marinen. Vintern 1927 levde Fuller arbetslös och utblottad i Chicago. Han började dricka och drev sig själv mot ett självmordsförsök. I sista ögonblicket bestämde han sig för att istället undersöka hur mycket en enskild människa kunde påverka världen i positiv riktning. Beslutet blev en exempellös framgång; under det följande halvseklet producerade Fuller en enorm mängd idéer, uppfinningar och konstruktion. Till exempel praktiska och billiga bostäder och transportmedel. Fuller förde en mycket noggrann dagbok och skrev om sitt liv, sina idéer och sin filosofi i 28 tidskrifter. Han tog 25 patent och blev vid åtminstone 50 tillfällen utsedd till hedersdoktor.

## Betydelse
Fuller blev berömd för sina geodetiska kupoler som fortfarande används som radarstationer, stadshus, utställningar med mera. Kupolernas konstruktion bestod av stänger och kablar, så kallad tensegrity (en term myntad av honom), och var extremt lätt och stabil. Den byggde på geometriska figurer kända från naturen och klassisk geometri och enkla matematiska principer. Efter sitt första patent fortsatte Fuller att utforska hur naturens konstruktioner kunde användas inom många olika områden. Fuller var många år före sin tid när han på 1930-talet bland annat tog fram en aerodynamisk bil och ett billigt och energisnålt hus, vilka han kallade Dymaxionbilen och Dymaxionhuset och var mycket starka lätta konstruktioner. Han var också den som introducerade vetenskapen om synergi, läran om samverkan.
Många av Fullers skapelser mötte starkt motstånd från företag. Han skulle komma att driva rättsliga processer under de följande femtio åren.
Fuller utvecklade sedermera sina studier av tensegrity-konstruktioner till en egen kosmologi – den naturliga analytiska geometrin, eller synergetiska kristallografin, följde så att säga naturligt av de tredimensionella stabila system av tryckta stänger och dragna kablar han studerat tidigare. En rad geometriska bevis kom till av bara farten. Fullers forskning inom detta område har förevigats genom att kolatomer bundna i form av bollar givits namn efter Fuller, "fullerener". Den kolmolekyl som har samma form som Fullers berömda kupol i Montréal kallas till och med "buckminsterfullerener".
I sina böcker Operating Manual For Spaceship Earth  och Synergetics  presenterade Fuller sin "Dymaxionkarta" – en plan karta över jorden med minimala distorsioner och där inga kontinenter har delats av kartans kanter. Fuller hoppades att denna tydligare bild av jorden skulle förmå människan att bättre se hur felfördelade planetens resurser var. Han använde samma tankar till att undersöka energi- och materialeffektivitet inom arkitektur, konstruktionslära och annan formgivning.

## Projekt
- Dymaxionhuset (bärbart hus), 1932
- Dymaxionbilen (aerodynamisk bil), 1934
- Geodesic Dome, 1949
- Den amerikanska paviljongen på Expo'67, Montréal, Kanada, 1967

## Galleri

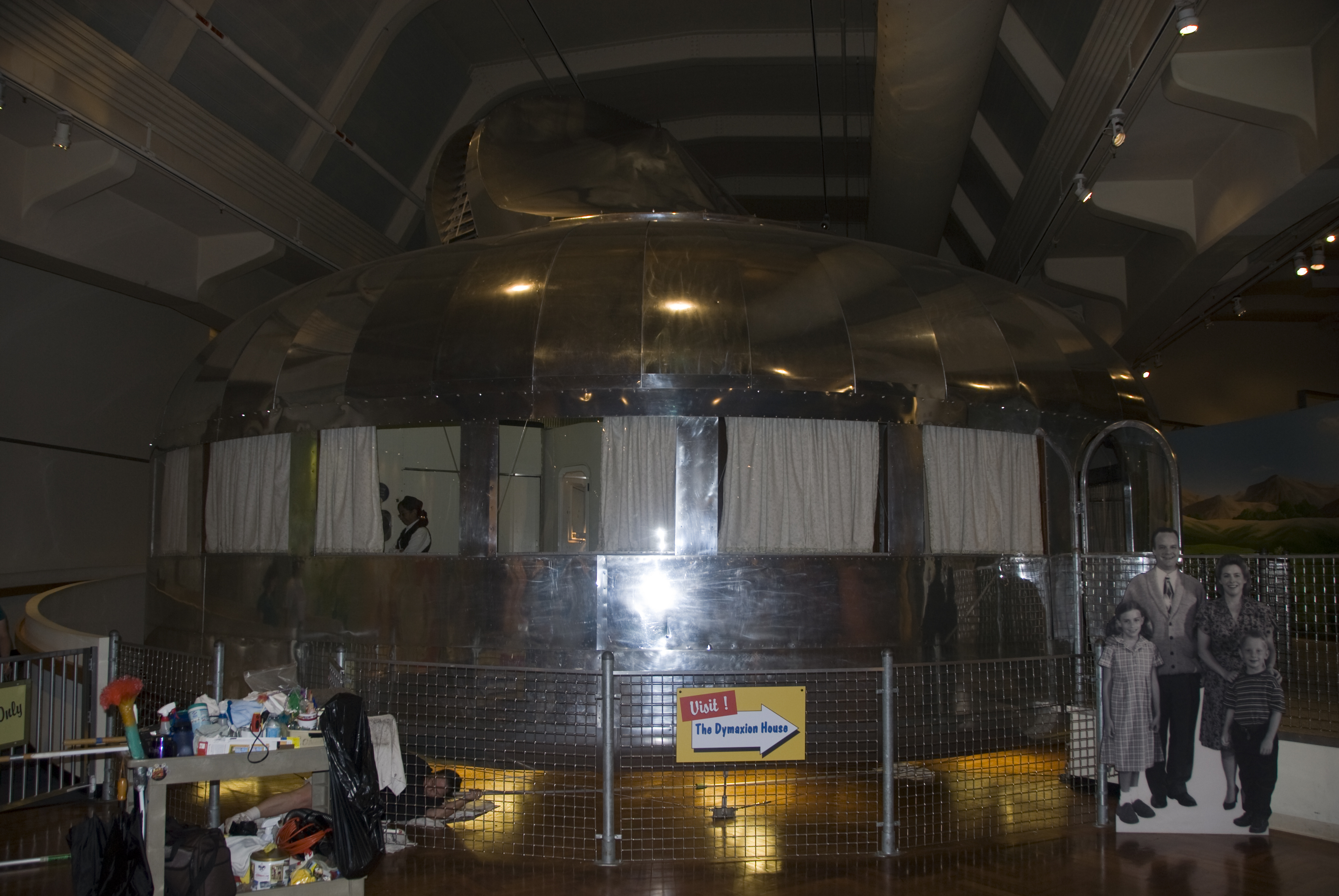
Dymaxionhuset.
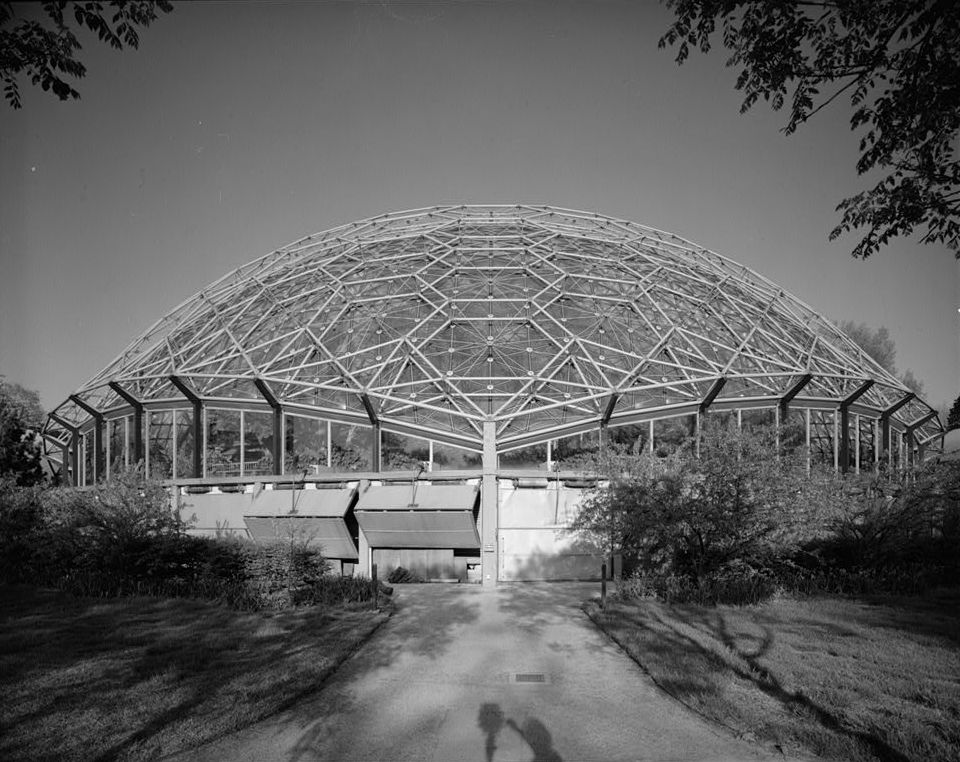
Climatron  1960.
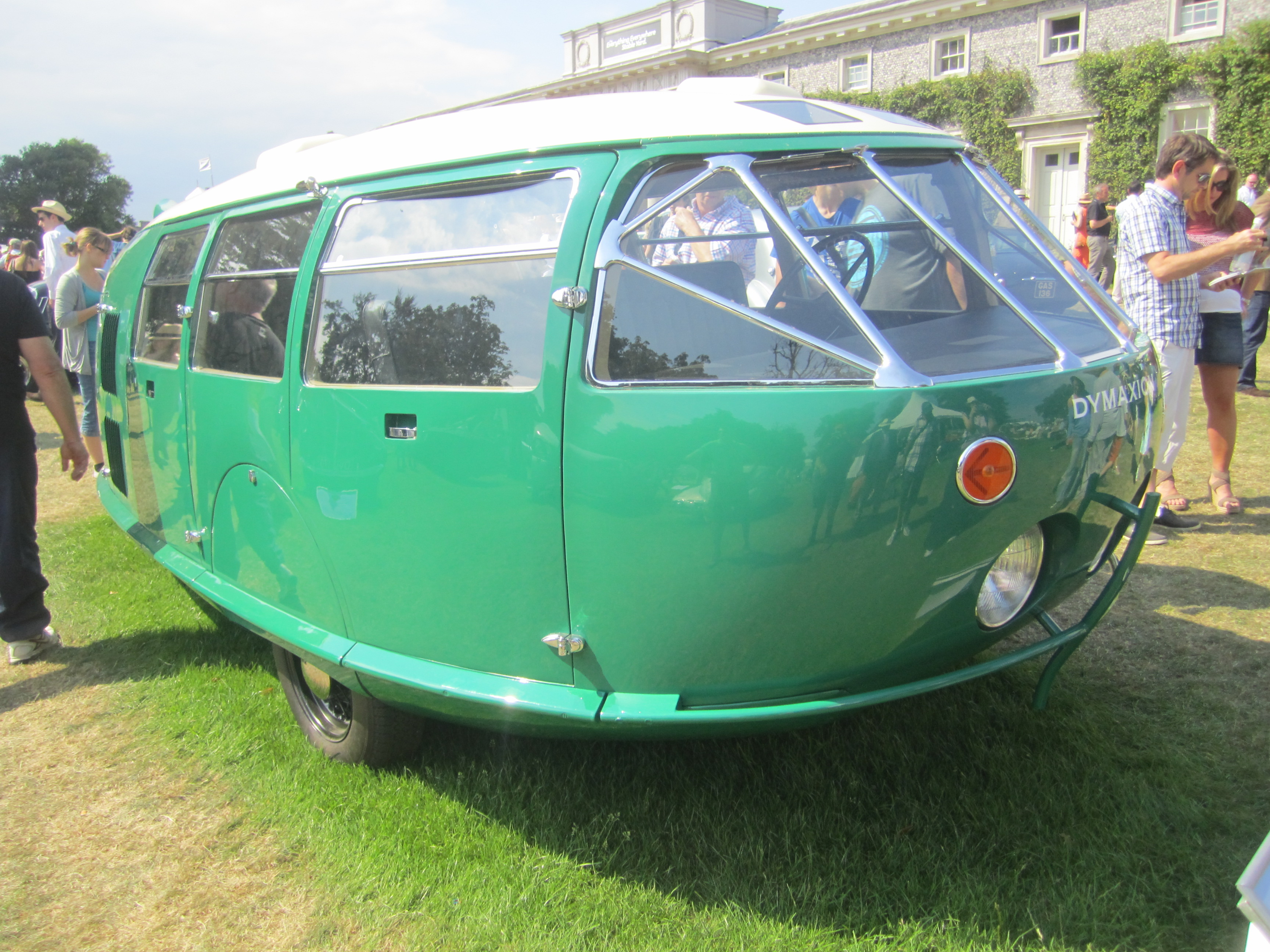
Prototypen av Dymaxionbilen på en utställning 2011.
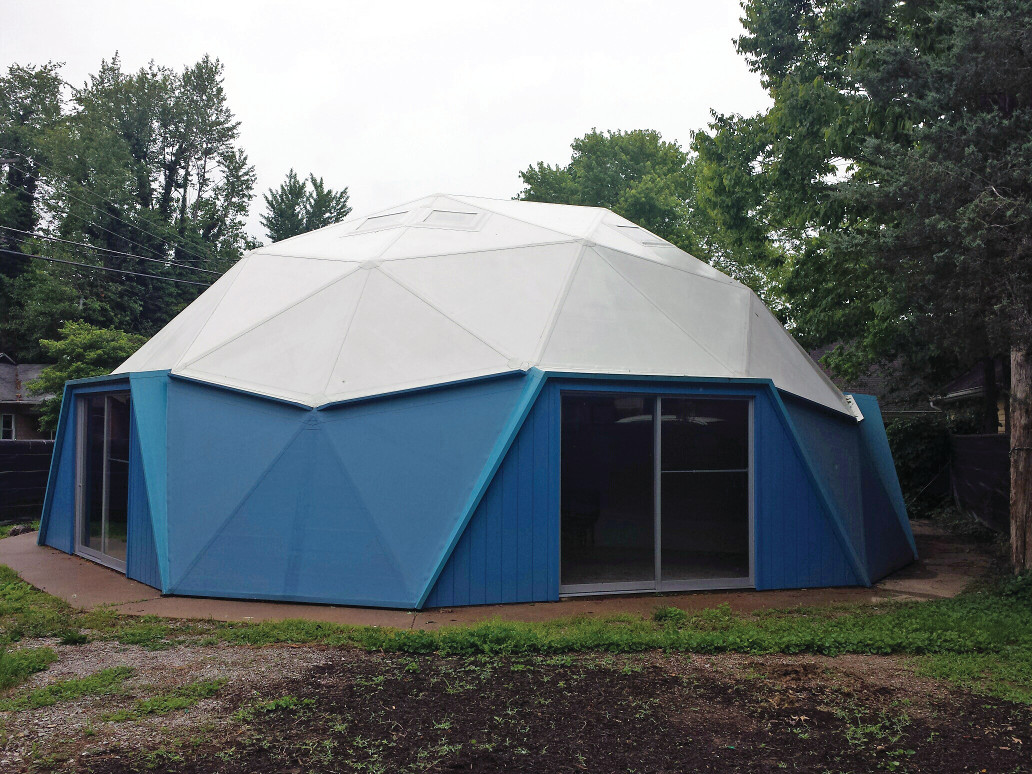
Buckminster Fullers hem i Carbondale.
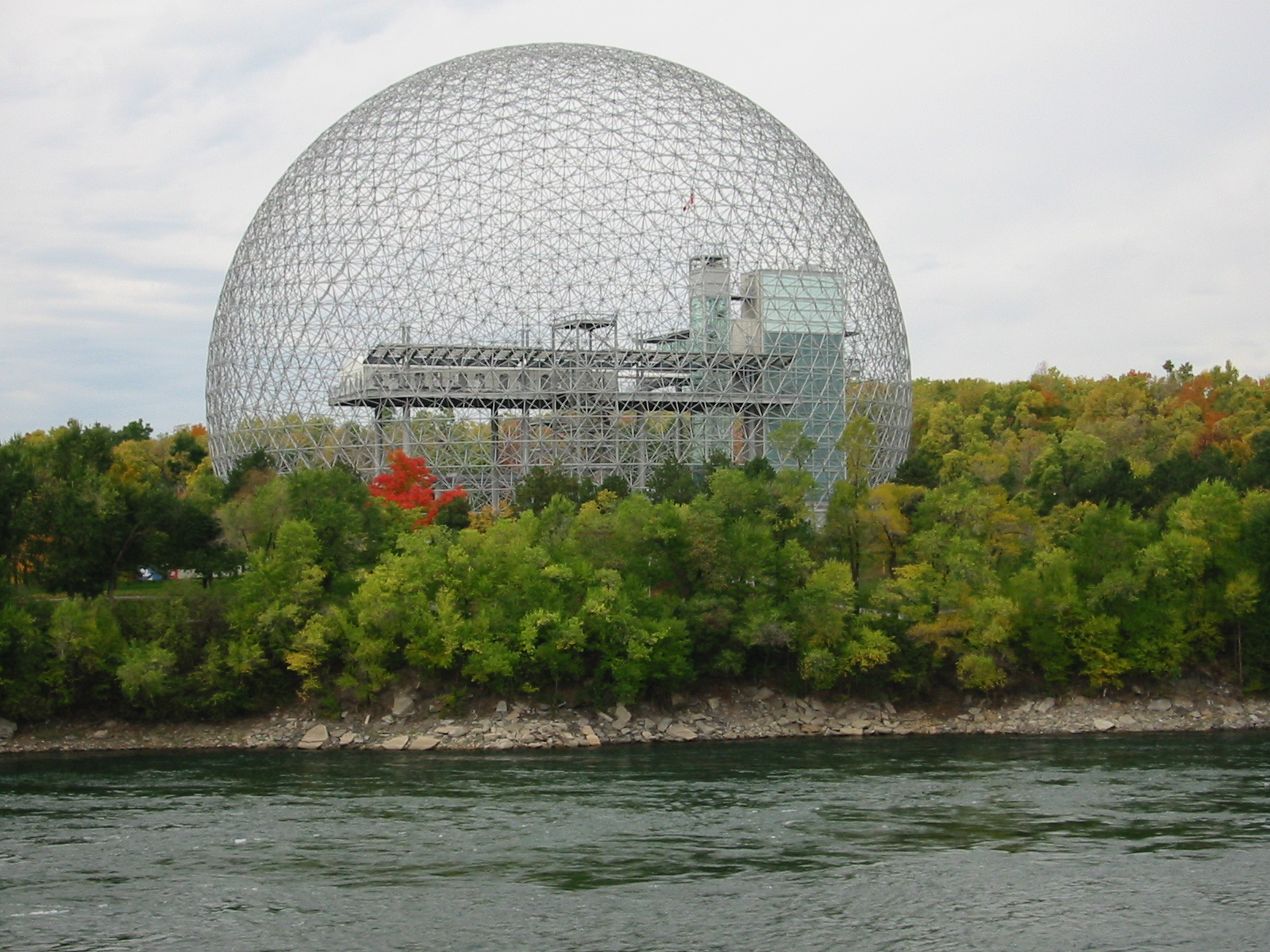
Biosphère Montréal av Buckminster Fuller.